# Chlorissa eborilitoris
Chlorissa eborilitoris är en fjärilsart som beskrevs av Louis Beethoven Prout 1930. Chlorissa eborilitoris ingår i släktet Chlorissa och familjen mätare. Inga underarter finns listade i Catalogue of Life.